# The Everlasting

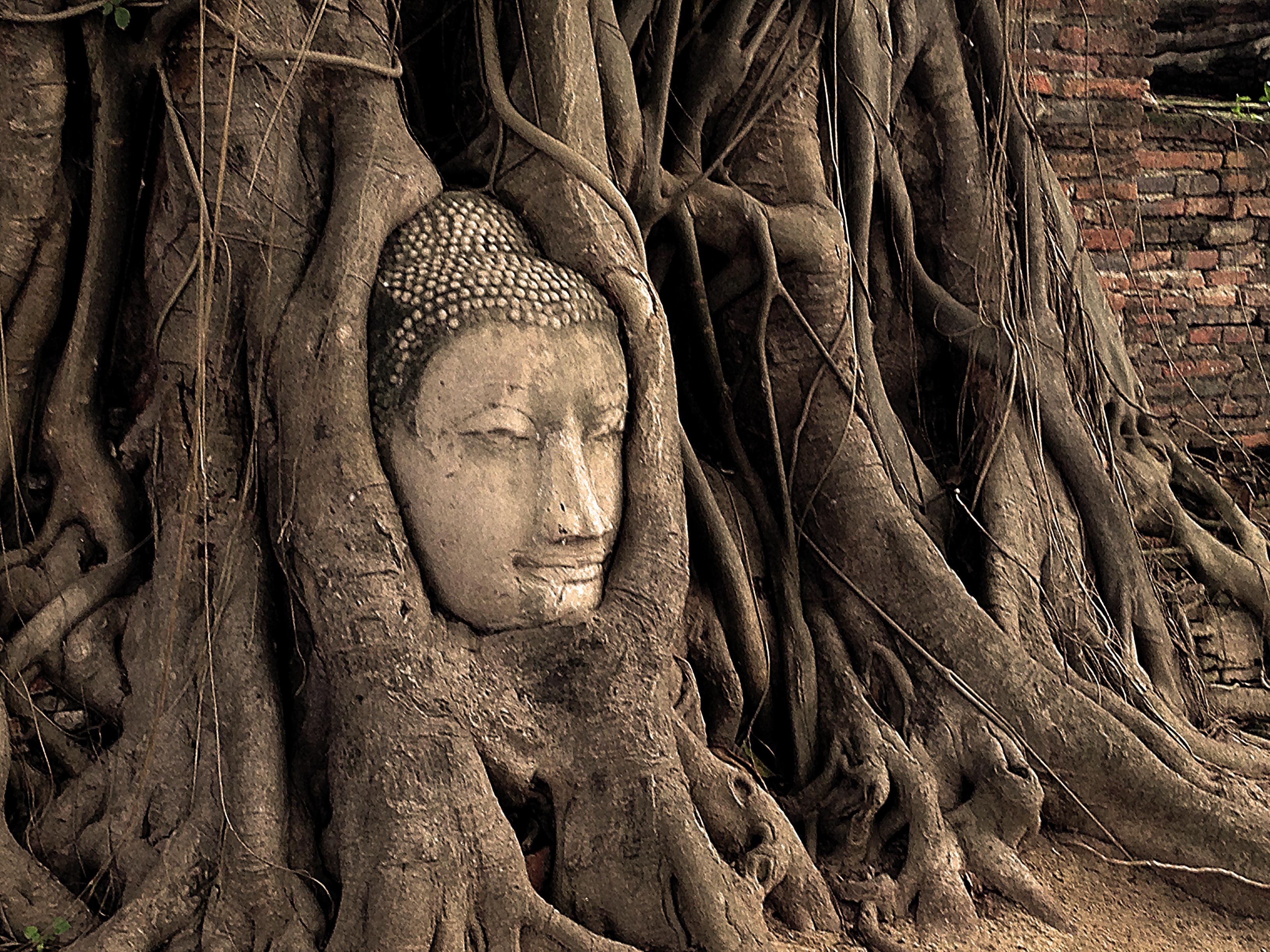
Buddha Head in Tree

The Everlasting è il ventiduesimo album in studio del gruppo heavy metal Loudness, pubblicato dalla Tokuma Japan esclusivamente per il mercato giapponese il 27 maggio 2009.
Le tracce dell'album hanno parti di batteria registrate da Munetaka Higuchi precedentemente al suo decesso, avvenuto nel novembre 2008, ad eccezione della traccia I Wonder, registrate dal batterista Masayuki Suzuki.
La copertina del disco è ispirata alla scultura tailandese chiamata "Budda Head in Tree".

## Tracce
1. Hit the Rails – 4:15
2. Flame of Rock – 4:47
3. I Wonder – 5:08
4. The Everlasting – 5:33
5. Life Goes On – 4:24
6. Let it Rock – 4:06
7. Crystal Moon – 4:44
8. Change – 6:56
9. Rock into the Night – 3:27
10. I'm in Pain – 5:22
11. Thunder Burn – 5:21
12. Desperate Religion – 6:19

## Formazione
- Minoru Niihara - voce
- Akira Takasaki - chitarra; voce nella traccia 4 The Everlasting
- Masayoshi Yamashita - basso
- Munetaka Higuchi - batteria, eccetto traccia 3
- Masayuki Suzuki - batteria su traccia 3